# Krediethypotheek
Een krediethypotheek is een krediet in rekening-courant met hypothecair onderpand. Het wordt ook wel een rekening-couranthypotheek genoemd. Gedurende de looptijd kan tot een overeengekomen maximum geld worden opgenomen, afgelost en opnieuw opgenomen, enzovoort. Er wordt alleen rente gerekend over opgenomen gelden. Het rentetarief is variabel.
Na 1870 drongen in Nederland geleidelijk aan moderne theorieën over het bankwezen door. Deze waren in het midden van de 19e eeuw ontwikkeld in Frankrijk door de financiers van het keizerlijk utopisme van Napoleon III. Er werd een stelsel van snelle kredietvoorziening ontwikkeld voor de financiering van het omvangrijke programma voor herstel van de sociale vrede na het revolutiejaar 1848. Een van de financieringstakken was het hypotheekbankwezen, in eerste instantie bedoeld voor de landbouw. Door de lage prijzen en het geringe rendement in deze sector zocht het kapitaal nieuwe uitwegen en verwierf zo, veelal via malafide ondernemers, een enorm groot aandeel in de woningmarkt.